# 미첼 멀킨

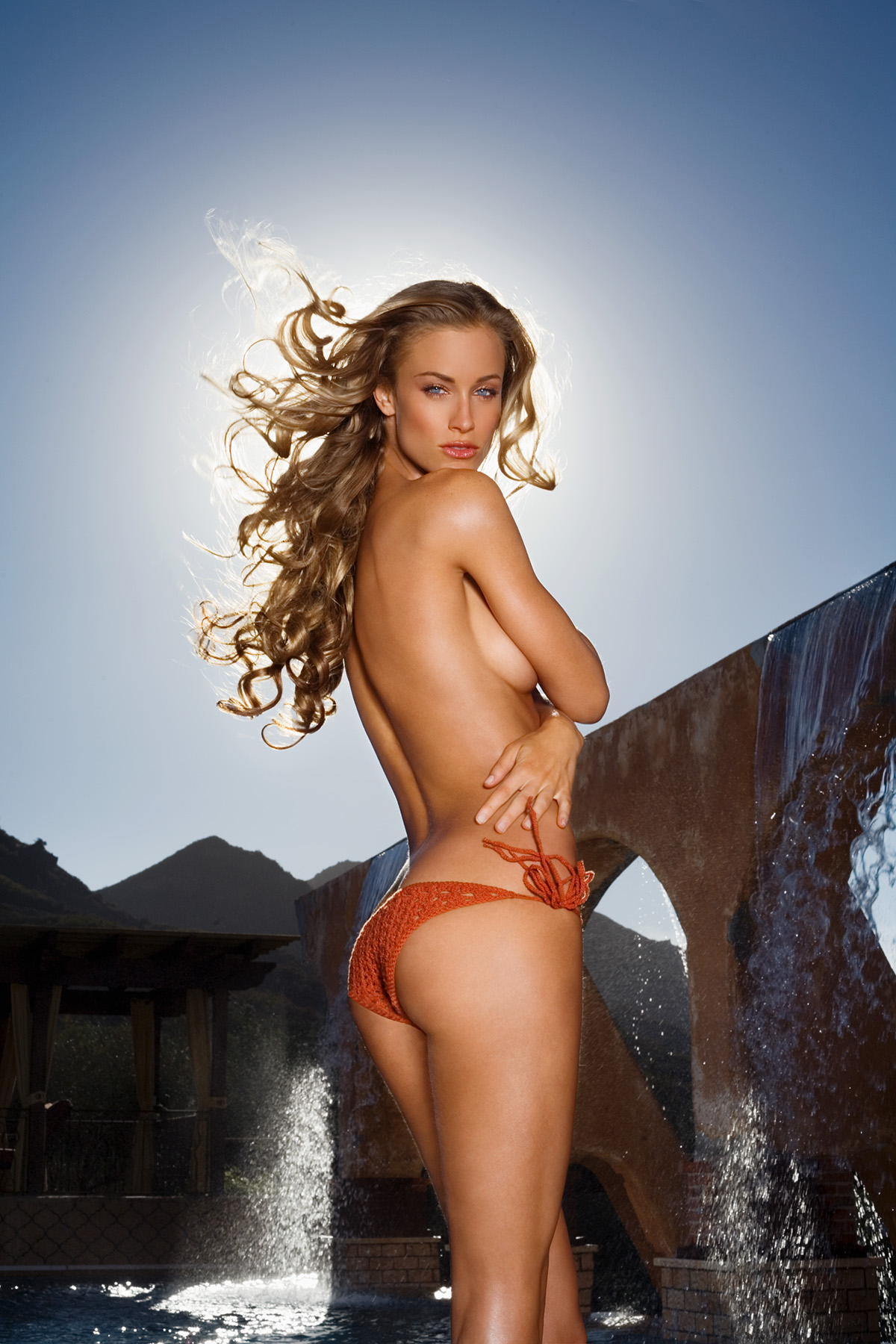
미첼 멀킨

미첼 멀킨(Michele Merkin, 1975년 6월 25일 ~ )은 미국의 모델이다.